# Qozağacı
Qozağacı är en ort i Azerbajdzjan.   Den ligger i distriktet Siyəzən Rayonu, i den nordöstra delen av landet, 110 km nordväst om huvudstaden Baku. Qozağacı ligger 319 meter över havet och antalet invånare är 378.
Terrängen runt Qozağacı är lite bergig. Närmaste större samhälle är Divichibazar, 11,1 km norr om Qozağacı. 
Trakten runt Qozağacı består till största delen av jordbruksmark. Runt Qozağacı är det ganska glesbefolkat, med 47 invånare per kvadratkilometer.